# ФК Кашима антлерс
Кашима антлерс (јап. 鹿島アントラーズ) јапански је фудбалски клуб из Кашиме.

## Име
- ФК Сумитомо (јап. 住友金属工業蹴球同好会, 1947—1955)
- ФК Сумитомо (јап. 住友金属工業蹴球団, 1956—1992)
- ФК Кашима антлерс (јап. 鹿島アントラーズ, 1993—)

## Успеси

### Национални
Првенство
- Фудбалска друга лига Јапана: 1984, 1986/87.
- Џеј 1 лига: 1996, 1998, 2000, 2001, 2007, 2008, 2009, 2016.

Куп
- Сениорско фудбалско првенство Јапана: 1973.
- Куп Џеј лиге: 1997, 2000, 2002, 2011, 2012, 2015.
- Царев куп: 1997, 2000, 2007, 2010, 2016.
- Суперкуп Јапана: 1997, 1998, 1999, 2009, 2010, 2017.

### Континентални
- АФК Лига шампиона: 2018.